# Laguna Madre Viejecita
A  Laguna Madre Viejecita é um lago localizado na Guatemala. Localiza-se no departamento de Retalhuleu, Município de San Andrés Villa Seca.